# A Falta que a Falta Faz
"A Falta que a Falta Faz" é uma canção do cantor e compositor brasileiro Jay Vaquer, lançada em 2005.
Entre as músicas pop, esta canção foi a 267a música mais tocada nas rádios em 2006.
Ela fez parte da trilha-sonora da telenovela Cristal, do SBT, como tema do personagem Gustavo Palhares, interpretado por Alexandre Barillari.

## Prêmios e indicações
| Ano  | Prêmio   | Indicação/Categoria                      | Resultado | Ref.                    |
| ---- | -------- | ---------------------------------------- | --------- | ----------------------- |
| 2006 | VMB 2006 | Videoclipe do ano - Escolha da Audiência | Indicado  | [ 3 ] [ 4 ] [ 5 ] [ 6 ] |

## Regravações
- Em 2010, a cantora Jane Duboc regravou esta canção no álbum Sweet Face of Love - Jane Duboc sings Jay Vaquer, com o nome de "I'm Missing When I Missed You".